# Alto de los Arrieros
Alto de los Arrieros es un cerro en la región del Libertador General Bernardo O'Higgins, en Chile. Se emplaza en la cordillera de los Andes, al norte del volcán Tinguiririca y del glaciar Universidad y al suroeste del cerro El Palomo. Tiene una altura oficial de 4990 m, aunque su altitud se debate entre los 4.992 y los 5.030 metros, de ser superior a los cinco mil metros se convertiría en la montaña más austral en poseer tal altitud.
El cerro Alto de los Arrieros es la cumbre más alta de la sierra del Brujo. Su cara oriental se caracteriza por presentar una pirámide perfecta rematada por un canalón de nieve y hielo de unos 700 metros de desnivel; por el oeste sus glaciares dan nacimiento a los ríos San Andrés y del Portillo (afluentes del río Tinguiririca); por el norte cae el brazo occidental del glaciar Cipreses Inferior, del cual se origina el río homónimo; y por el sur presenta una gran pared glaciada con seracs.
Su primer ascenso fue en 1950 a través del valle del río Portillo y su cara sur, por los andinistas Frederic y Dorly Marmillod y Otto, Elsa y Lorenzo Pfenniger. Desde la cumbre, es posible tener una panorámica completa de la sierra del Brujo y de toda la cordillera desde los seismiles de la Región Metropolitana hasta los volcanes del Maule.
A causa de la larga sequía en Chile en los últimos años, la reserva de hielos cordilleranos en el glaciar del cerro Alto de los Arrieros ha disminuido un 49% en una década, según datos recabados a fines del 2019.